# Fakhr ad-Dawla Ali
Fakhr o-dowleh ou Fakhr ad-Dawla `Alî (Gloire de l'empire) est le deuxième fils de Rukn ad-Dawla, émir bouyide, né en 953. Il est l'émir du Jibâl de 976 à 980, puis émir du Jibal, d'Hamadân, du Gorgan et du Tabaristan de 984, où il succède à son frère Mu'ayyid ad-Dawla Bûyah, jusqu'à sa mort en octobre/novembre 997.

## Biographie
Rukn ad-Dawla est d'origine irakienne. sa famille s'est installé en Iran quand les Arabes ont la conquête de l'Empire perse.
Rukn ad-Dawla a trois fils :
- `Adhud ad-Dawla Fannâ Khusraw (L'auxiliaire de l'empire) (? -mars 983[5]), l'aîné hérite de son oncle `Imad ad-Dawla `Alî en 949. Il devient alors émir du Fars.
- Fakhr ad-Dawla `Alî (Gloire de l'empire) (?-997) est désigné par son père pour lui succéder à Ray.
- Mu'ayyid ad-Dawla Bûyah (Auxiliaire de l'empire) (?-984) est désigné par son père pour lui succéder à Hamadân.

### Premier règne à Ray et à Hamadân (976-980)
En janvier 976, Rukn ad-Dawla rencontre `Adhud ad-Dawla, son fils devenu émir du Fars, pour qu'il accepte que ses frères Fakhr ad-Dawla et Mu'ayyid ad-Dawla deviennent respectivement les émirs de Ray et d'Hamadân en échange de quoi tous les deux le reconnaîtraient comme « émir des émirs ». Moins de huit mois après Rukn ad-Dawla décède et Fakhr ad-Dawla lui succède.
Le règne de Fakhr ad-Dawla sur Ray est abrégé par son ambition de renverser son aîné qui règne à Chiraz. Il s'allie avec son cousin `Izz ad-Dawla Bakhtiyâr qui règne à Bagdad et qui est un adversaire d'`Adhud ad-Dawla. `Izz ad-Dawla est battu par `Adhud ad-Dawla en 978. Fakhr ad-Dawla se retourne vers le Ziyaride Qâbûs et demande au Samanide Nuh de lui venir en aide. 'Adhud ad-Dawla confie à Mu'ayyid ad-Dawla la tâche d'endiguer les ambitions de son frère. Mu'ayyid ad-Dawla marche sur Ray et contraint son frère à fuir chez les Ziyarides. Mu'ayyid ad-Dawla poursuit sa campagne et oblige son frère et Qâbûs à se réfugier dans le Khorasan sous contrôle des Samanides. Mu'ayyid ad-Dawla devient alors le souverain de Ray sous l'autorité d'`Adhud ad-Dawla.

### Retour au pouvoir (983/984)
La mort d'`Adhud ad-Dawla le 26 mars 983 suivie par celle de Mu'ayyid ad-Dawla en 984, donne à Fakhr ad-Dawla l'occasion de reprendre le pouvoir. Le vizir de Mu'ayyid ad-Dawla, Al-Sahib Ibn Abbad, rassemble une armée dans le Gorgan et convainc les soldats d'accepter Fakhr ad-Dawla comme leur nouveau maître. Ce dernier qui se trouve alors au Khorasan se dirige vers le Gorgan où il est proclamé émir à la place de son frère. Il refuse de rendre à Qâbûs les territoires du Tabaristan et du Gorgân.
Fakhr ad-Dawla possède alors plus de territoires que lors de son accession au pouvoir en 980, d'autre part il est complètement autonome. Outre les territoires de Ray, il contrôle maintenant ceux d'Hamadan que contrôlait Mu'ayyid ad-Dawla ainsi que les territoires précédemment dominés par les Ziyarides comme le Gorgan et le Tabaristan. Il prend alors le titre de « roi des rois » et fait de Al-Sahib Ibn Abbad son vizir et prend conseil auprès de lui pour que Qâbûs ne puisse pas reprendre ses terres.
Fakhr ad-Dawla obtient de ses cousins Taj ad-Dawla et Diya' ad-Dawla qui règnent respectivement à Bassora et dans le Khuzestân depuis la mort de leur aîné `Adhud ad-Dawla, qu'il le reconnaissent comme « l'émir des émirs » ce qui est une contestation de la prééminence des émirs d'Irak sur les autres émirs bouyides. En 987, l'émir du Fars Charaf ad-Dawla Chirzîl chasse ses deux frères de leurs territoires et les contraint à se réfugier auprès de Fakhr ad-Dawla. Charaf ad-Dawla entre dans Bagdad, destitue son frère Samsâm ad-Dawla Marzûban et l'emprisonne dans le Fars. En juillet le calife abbaside At-Ta'i le reconnaît officiellement comme « émir des émirs ».
Fakhr ad-Dawla essaie d'entrer dans le Khorasan dominé par les Samanides. Il aide le rebelle turc Tach qui essaie de retrouver sa place de gouverneur de cette province. Cette campagne est un échec et contraint le rebelle à se réfugier dans le Gorgan. Fakhr ad-Dawla nomme Tach comme gouverneur du Gorgan jusqu'à sa mort en 988.
Charaf ad-Dawla décède le 6 septembre 989. Sa tentative de restaurer l'empire de son père `Adhud ad-Dawla Fannâ Khusraw est un échec : Les Buyides de Ray avec Fakhr ad-Dawla sont pratiquement devenus indépendants. Son frère cadet Fîrûz avec le titre de Bahâ' ad-Dawla (La splendeur de l'empire) lui succède à Bagdad. Samsâm ad-Dawla Marzûban qui était tenu prisonnier par Charaf ad-Dawla parvient à s'échapper et prend le contrôle du Fars, du Kerman et du Khuzestân. Fakhr ad-Dawla essaie de profiter de la rivalité entre les deux frères successeurs de Charaf ad-Dawla en envahissant le Khuzestân dans le but de couper l'Irak du Fars. Cette tentative est un échec et aboutit au contraire à rapprocher provisoirement les deux frères qui se retournent contre lui.
En 991, à Bagdad, les vizirs bouyides détrônent le calife abbasside At-Ta'i et à sa place, on rappelle de son exil Al-Qadir fils d'Al-Muttaqi et petit-fils d'Al-Muqtadir qui convoitait depuis longtemps la place de calife. Samsâm ad-Dawla et Bahâ' ad-Dawla reprennent bientôt leurs querelles Baha' ad-Dawla tente de s'imposer dans les territoires de Samsâm ad-Dawla. Il prend le titre de « roi des rois » et envahit les territoires de son frère. Samsâm ad-Dawla qui parvient à conserver le contrôle de l'Oman et du Khuzestân. Samsâm ad-Dawla reconnaît Fakhr ad-Dawla comme « émir des émirs » se mettant ainsi sous sa protection. Cette reconnaissance donne à Fakhr ad-Dawla son maximum de puissance puisqu'en plus de ses territoires qu'il gère directement, il domine ceux que Samsâm ad-Dawla a conservé, c'est-à-dire le Fars, le Kerman, le Khuzestan, et Oman.

### Campagne contre le Khorasan et mort
Fakhr ad-Dawla avec l'aide de son vizir Al-Sahib Ibn Abbad, décide de reprendre sa campagne pour prendre le Khorasan aux Samanides.
En 994 ou 995, il envahit la province, mais il ne parvient pas à en prendre le contrôle. Il doit affronter Mahmûd, le fils du fondateur de la dynastie ghaznévide Sebük Tigin, qui est mandaté par les Samanides comme gouverneur du Khorasan. Malgré des troupes très nombreuses Fakhr ad-Dawla doit se replier.
En 995 Al-Sahib Ibn Abbad décède. En octobre/novembre 997, Fakhr ad-Dawla décède à son tour laissant la succession à ses fils. L'aîné Rustam, prend le titre de Majd ad-Dawla (Gloire de l'empire) et est censé hériter de Ray et de sa région. Son frère Abû Tahir, devient le souverain en titre d'Hamadân avec le titre de Chams ad-Dawla (Soleil de l'empire). Les deux enfants sont sous la tutelle de leur mère Sayyida qui exerce la fonction de régente.
Dès 997, le Gorgan et le Tabaristan sont passés aux mains des Ziyarides et plusieurs villes de l'ouest sont conquises par les Salarides d'Azerbaïdjan.